# 12 avril
Pour les articles homonymes, voir Douze-Avril.
12 mars 12 mai
Chronologies thématiques
- Croisades
- Ferroviaires
- Sports
- Disney
- Anarchisme
- Catholicisme

Abréviations / Voir aussi
- (° 1852) = né en 1852
- († 1885) = mort en 1885
- a.s. = calendrier julien
- n.s. = calendrier grégorien
- Calendrier
- Calendrier perpétuel
- Liste de calendriers
- Naissances du jour

Le 12 avril est le 102e jour, moins souvent le 103e, de l'année du calendrier grégorien ; il en reste ensuite 263.
Son équivalent était généralement le 23e jour du mois de germinal dans le calendrier républicain / révolutionnaire français, officiellement dénommé jour du marronnier (commun).

## Événements

### IIIesiècle
- 240 : Chapour Ier est couronné Roi des Rois de l'Empire sassanide.

### Vesiècle
- 467 : Anthémius devient empereur romain d'Occident.

### XIIIesiècle
- 1204 : les Croisés parviennent à passer les remparts lors du siège de Constantinople elle-même alors à majorité chrétienne (orthodoxe).
- 1229 : traité de Paris signé entre saint Louis et Raymond VII comte de Toulouse cédant la plus grande partie du Languedoc au domaine royal et mettant fin au conflit albigeois.
- 1296 : le roi Mengrai fonde Chiang Mai, nouvelle capitale du Lanna (dans le nord de l'actuelle Thaïlande).

### XIVesiècle
- 1365 : le traité de Guérande consacre Jean de Montfort, qui devient Jean IV de Bretagne, comme duc de Bretagne, à condition qu'il prête hommage au roi de France Charles V.

### XVIesiècle
- 1591 : bataille de Tondibi en Afrique de l'Ouest entre l'Empire songhaï et le Maroc.

### XVIIIesiècle
- 1770 : tremblement de terre en Haïti.
- 1796 : bataille de Montenotte en Ligurie, entre l'armée française commandée par Bonaparte et les armées du royaume de Sardaigne et du Saint-Empire romain germanique sous les ordres du comte Eugène-Guillaume d'Argenteau.

### XIXesiècle
- 1803 : le Consulat restaure le livret d'ouvrier.
- 1807 : fin de la mutinerie du régiment Froberg.
- 1861 : prise du fort Sumter dans la baie de Charleston, en Caroline du Sud, par les troupes confédérées ; début de la guerre de Sécession.
- 1862 : raid d'Andrews, pendant la guerre de Sécession.
- 1864 : bataille de Fort Pillow pendant la guerre de Sécession toujours, conduisant à la mort de nombreux soldats noirs, considérée comme un massacre. Le Nord accroît son soutien à la guerre en conséquence.
- 1877 : le Transvaal est annexé à l'Empire britannique.

### XXesiècle
- 1910 : lancement du SMS Zrínyi de la Marine austro-hongroise.
- 1917 : lors de la Première Guerre mondiale, les forces canadiennes prennent la crête de Vimy.
- 1927 : massacre de Shanghai.
- 1931 : élections municipales en Espagne, qui montrent une désaffection de la monarchie dans les grandes villes, et qui seront suivies deux jours plus tard du départ du Roi Alphonse XIII, ouvrant la voie à la Seconde République espagnole.
- 1940 : début de l'occupation britannique des îles Féroé.
- 1945 : le vice-président Harry S. Truman devient président des États-Unis à la mort de Franklin Delano Roosevelt.
- 1961 : premier vol habité dans l'espace par Youri Gagarine
- 1963 : le sous-marin nucléaire soviétique K-33 percute un navire marchand finlandais.
- 1980 : Samuel Doe prend le pouvoir par un coup d'État au Libéria.
- 1992 : premier tour de l'élection présidentielle au Mali.

### XXIesiècle
- 2002 : le président du Venezuela et militaire Hugo Chávez est brièvement chassé du pouvoir lors d'un coup d'État similaire à l'un de ceux qui l'y ont lui-même porté.
- 2009 : le dollar du Zimbabwe est abandonné après une période d'hyperinflation.
- 2013 : attentat à Kidal au Mali.

## Arts, culture et religion
- 769 : le concile de Rome se réunit.
- 1639 : première du Miserere de Gregorio Allegri.
- 1867 : première de l'opéra-bouffe La Grande-duchesse de Gérolstein de Jacques Offenbach.
- 1893 : inauguration de l'Olympia, célèbre salle de spectacles parisienne.
- 1954 : enregistrement de Rock Around the Clock, de Bill Haley & the Comets, première chanson de rock 'n' roll à atteindre la 1re place des Billboard charts, qui en fait l'hymne du rock & roll.
- 1997 : le saint-suaire de Turin est sauvé des flammes d'un incendie par le pompier Mario Trematore en Italie[1].
- 2001 : l'explorateur français Thomas Allix, Vadim Schoffel et deux Afghans meurent dans un accident de voiture dans le cadre d'un inventaire archéologique en collaboration avec la DAFA, le musée Guimet, l'UNESCO et la Société des explorateurs français.
- 2015 : proclamation de saint Grégoire de Narek comme 36e docteur de l'Église par le pape François.

## Sciences et techniques
- 1831 : le pont de Broughton en Angleterre est détruit par un phénomène de résonance mécanique causé par des soldats marchant au pas.
- 1935 : premier vol du bombardier Bristol Blenheim.
- 1937 : Frank Whittle teste au sol le premier réacteur.
- 1961 : le soviétique Youri Gagarine devient le premier homme à effectuer un vol dans l'espace au cours de la mission Vostok 1.
- 1981 : premier vol d'une navette spatiale américaine Columbia.
- 2016 puis 2021 : nouvelle lune dans l'hémisphère nord terrestre (ou céleste)[2].

## Économie et société
- 1980 : Terry Fox entame un "Marathon de l'espoir" au Canada.
- 1992 : ouverture au grand public du parc d'attractions et complexe Disneyland Paris sous son nom inaugural d'"Euro Disney(land) resort" à Marne-la-Vallée en Île-de-France (le premier parc Disney sur le continent européen) avec pour premier dirigeant local Philippe Bourguignon.
- 1996 : Yahoo! réalise son offre publique d'entrée en Bourse des valeurs deux années après sa naissance.
- 2014 : un incendie entraîne la mort d’au moins 15 personnes et l'évacuation de plus de 10 000 habitants à Valparaíso au Chili.
- Date possible pour le dimanche du Paris (Compiègne)-Roubaix cycliste comme en 2015 le même jour que le Marathon de Paris (voir aussi 10 / 11 avril 2021 par exemple).

## Médias
- 1992 : la chaîne de télévision privée franco(phone)-italienne diffusée pour la première fois sur un récent 5e réseau français hertzien La Cinq cesse définitivement ses émissions à minuit. Son canal sera réattribué à la chaîne franco-allemande Arte à l'été 1992 puis en décembre 1994, en canal partagé, à la chaîne publique éducative La Cinquième devenue depuis France 5.
- 2016 : la radio musicale RFM propose un concert acoustique à ses auditeurs en direct de sa page Facebook pour la première fois en France[3].

## Naissances

### VIesiècleav. J.-C.
- -599 : Mahāvīra, dernier tîrthankara jaïn († -527).

### IXesiècle
- 811 : Muhammad al-Jawad, neuvième imam chiite duodécimain alaouite († 27 novembre 835).

### XIVesiècle
- 1339 : Jean IV de Bretagne, duc de Bretagne († 1er novembre 1399).

### XVesiècle
- 1484 : Antonio da Sangallo, le Jeune, architecte italien de la Renaissance († 3 août 1546).

### XVIesiècle
- 1526 : Marc Antoine Muret, humaniste français († 4 juin 1585).
- 1550 : Édouard de Vere, homme politique anglais († 24 juin 1604).
- 1579 : François de Bassompierre, maréchal de France († 12 octobre 1646).

### XVIIIesiècle
- 1713 : Guillaume-Thomas Raynal, écrivain français († 6 mars 1796).
- 1722 : Pietro Nardini, compositeur italien († 7 mai 1793).
- 1724 : Lyman Hall, signataire américain de la Déclaration de l'indépendance († 19 octobre 1790).
- 1748 : Antoine-Laurent de Jussieu, botaniste français († 17 septembre 1836).
- 1777 : Henry Clay, homme d'État américain († 29 juin 1852).
- 1793 : Marie Tourte-Cherbuliez, écrivaine suisse († 19 août 1863).
- 1794 : Germinal Pierre Dandelin, mathématicien belge († 15 février 1847).
- 1795 : Filippo Agricola, peintre italien († 2 décembre 1857).
- 1799 : Henri Druey, homme politique suisse († 29 mars 1855).

### XIXesiècle
- 1801 : Joseph Lanner, compositeur, violoniste et chef d'orchestre autrichien, précurseur de la valse avec Strauss père († 14 avril 1843).
- 1813 : Marie d'Orléans, sculptrice française († 6 janvier 1839).
- 1842 : Paul Splingaerd, mandarin chinois de la dynastie Qing († 26 septembre 1906).
- 1845 : Gustaf Cederström, peinture suédois (+ 20 août 1933).
- 1849 : Albert Heim, géologue suisse († 31 août 1937).
- 1869 : Henri Désiré Landru, criminel français († guillotiné le 25 février 1922).
- 1871 : Ioánnis Metaxás (Ιωάννης Μεταξάς), général et homme politique grec († 29 janvier 1941).
- 1880 :
  - Harry Baur, acteur français († 8 avril 1943).
  - Josef Bechyně, lutteur tchèque († 1er août 1934).
- 1884 : Otto Fritz Meyerhof, physiologiste allemand († 6 octobre 1951).
- 1885 : Robert Delaunay, artiste peintre français fondateur de l'orphisme († 25 octobre 1941).
- 1898 : Lily Pons, chanteuse soprano française naturalisée américaine († 13 février 1976).

### XXesiècle
- 1903 : Gueorgui Abramov, chanteur soviétique († 1er novembre 1966).
- 1908 : André Martinet, linguiste français († 16 juillet 1999).
- 1912 : Frank Dilio, gestionnaire canadien de hockey sur glace († 26 janvier 1997).
- 1914 : Gretel Bergmann, athlète allemande spécialiste du saut en hauteur († 25 juillet 2017).
- 1917 : Helen Forrest, chanteuse américaine († 11 juillet 1999).
- 1919 :
  - István Anhalt, compositeur et enseignant universitaire canadien d'origine hongroise († 24 février 2012).
  - Billy Vaughn, musicien et chef d’orchestre américain († 26 septembre 1991).
- 1921 : Robert Cliche, juge et homme politique québécois († 5 septembre 1978).
- 1923 : Ann Miller, actrice et danseuse américaine († 22 janvier 2004).
- 1924 :
  - Raymond Barre, homme politique français († 25 août 2007).
  - Peter Safar, médecin, professeur d'anesthésie-réanimation américain († 2 août 2003).
- 1925 :
  - Elsa Goveia, historienne des Caraïbes († 18 mars 1980).
  - Ned Miller (en), chanteur de musique country américain († 18 mars 2016).
- 1926 : José Utrera Molina, homme politique espagnol († 22 avril 2017).
- 1928 :
  - Hardy Krüger, acteur allemand († 19 janvier 2022).
  - Jean-François Paillard, chef d’orchestre français († 15 avril 2013).
- 1932 :
  - Jean-Pierre Marielle, acteur français († 24 avril 2019).
  - Tiny Tim, chanteur et musicien américain († 30 novembre 1996).
- 1933 : Montserrat Caballé, soprano d'opéra espagnole († 6 octobre 2018).
- 1936 : Charles Napier, acteur américain († 5 octobre 2011).
- 1937 : Igor P. Volk, cosmonaute ukrainien († 3 janvier 2017).
- 1938 : Donald Pilon, acteur québécois.
- 1940 : Herbie Hancock, compositeur de jazz américain.
- 1942 :
  - Raphaël Larrère, chercheur et écologiste français.
  - Carlos Reutemann, pilote de Formule 1 argentin.
- 1944 : John Kay, chanteur et musicien canadien d’origine allemande du groupe Steppenwolf.
- 1946 :
  - Ed O'Neill, acteur américain.
  - George Robertson, homme politique britannique.
- 1947 :
  - Alex Briley, chanteur américain du groupe Village People.
  - Tom Clancy, romancier américain († 1er octobre 2013).
  - David Letterman, animateur, humoriste et producteur de télévision américain.
  - Nadia Samir, ancienne speakerine sur TF1, et actrice franco-algérienne († 2 mai 2011).
- 1948 : Pier Béland, chanteuse canadienne († 16 avril 2013).
- 1950 :
  - Flavio Briatore, homme d'affaires italien, directeur de l'écurie Renault F1.
  - David Cassidy, acteur, producteur, scénariste et compositeur américain († 21 novembre 2017).
- 1952 : Pierre Stolze, auteur français de science-fiction.
- 1953 : Bernard Tchoullouyan, judoka français, médaillé olympique.
- 1954 : Pat Travers, guitariste, claviériste et chanteur canadien.
- 1955 : Jean-Louis Aubert, chanteur français.
- 1956
  - Andy García, acteur américain.
  - Herbert Grönemeyer, chanteur, pianiste et acteur allemand.
  - Walter Salles, réalisateur brésilien.
- 1957 : Vince Gill, auteur-compositeur-interprète américain de musique country.
- 1959 :
  - Pierre Chappaz, entrepreneur français, un des fondateurs de Kelkoo et Wikio.
  - Alain Zouvi, acteur québécois.
  - Patrick Barré, athlète français, médaillé olympique au 4 x 100 m.
  - Pascal Barré, athlète français, médaillé olympique au 4 x 100 m.
- 1961 : Lisa Gerrard, chanteuse australienne du groupe Dead Can Dance et réalisatrice.
- 1962 : Carlos Sainz, pilote de rallyes espagnol.
- 1963 : Yukari Morikawa, actrice japonaise.
- 1964 :
  - Johan Capiot, coureur cycliste belge.
  - Anne Caseneuve, navigatrice française († 19 novembre 2015).
  - Amy Ray, musicien américain du groupe Indigo Girls.
- 1966 : Grégoire Bonnet, acteur français.
- 1967 : Neculai Țaga, rameur d'aviron roumain, champion olympique.
- 1968 : Adam Graves, hockeyeur canadien.
- 1969 :
  - Lucas Radebe, footballeur sud-africain.
  - Marylin Star, actrice pornographique canadienne.
- 1970 : Sylvain Bouchard, patineur de vitesse québécois.
- 1971 :
  - Nicholas Brendon, acteur américain.
  - Shannen Doherty, actrice américaine († 13 juillet 2024).
- 1972 : Paul Lo Duca, joueur de baseball américain.
- 1974 : Roman Hamrlík, joueur de hockey sur glace tchèque.
- 1975 :
  - Marcelo Machado, basketteur brésilien.
  - Laurent Wauquiez, homme politique français.
- 1976 :
  - Brad Miller, basketteur américain.
  - Jérôme Commandeur, humoriste et acteur français.
- 1977 : Tobias Angerer, skieur de fond allemand.
- 1978 : Guy Berryman, musicien britannique du groupe Coldplay.
- 1979 :
  - Claire Danes, actrice américaine.
  - Mateja Kežman, footballeur serbe.
  - Jennifer Morrison, actrice américaine.
- 1980 :
  - Erik Mongrain, guitariste et compositeur québécois.
  - Tep Vanny, militante cambodgienne.
- 1981 :
  - Yuriy Borzakovskiy, athlète de demi-fond russe, champion olympique.
  - Hisashi Iwakuma, lanceur de baseball japonais.
- 1983 :
  - Jelena Dokić, joueuse de tennis australienne.
  - Adam Russo, hockeyeur sur glace canadien et italien.
  - Devin Smith, basketteur américain.
- 1984 :
  - Jean-Michel Blais, pianiste, compositeur et interprète québécois.
  - Kevin Pauwels, cycliste sur route et cyclocrossman belge.
- 1985 :
  - Fatimatou Sacko, basketteuse française.
  - Hitomi Yoshizawa, chanteuse japonaise du groupe Morning Musume.
- 1986 :
  - Brad Brach, joueur de baseball américain.
  - Marcel Granollers, joueur de tennis espagnol.
- 1987 :
  - Mehdi Cheriet, basketteur franco-algérien.
  - Michael Roll, basketteur américano-tunisien.
  - Brendon Urie, musicien américain et chanteur du groupe Panic at the Disco.
- 1988 : Haruna Asami, judokate japonaise.
- 1989 :
  - Ádám Hanga, basketteur hongrois.
  - Kaitlyn Weaver, patineuse artistique canadienne.
- 1990 :
  - Hiroki Sakai, footballeur international japonais.
  - Tyshawn Taylor, basketteur américain.
- 1991 :
  - Torey Krug, défenseur de hockey sur glace américain.
  - Magnus Pääjärvi Svensson, hockeyeur suédois.
  - Mateusz Przybyła est un joueur polonais de volley-ball.
- 1992 : Chad le Clos, nageur sud-africain.
- 1993 : Ryan Nugent-Hopkins, hockeyeur professionnel canadien.
- 1994 :
  - Saoirse Ronan, actrice irlando-américaine.
  - Oh Se-hun, rappeur, danseur, chanteur et acteur sud-coréen du groupe EXO.
  - Airi Suzuki, idole japonaise et chanteuse de J-pop.
- 1997 :
  - Romain Cannone, épéiste français champion olympique à Tokyo en 2021.
  - Katelyn Ohashi, gymnaste américaine.

## Décès

### Iersiècleav. J.-C.
- -45 : Pompée le Jeune, général romain (° -75).

### Iersiècle
- 65 : Sénèque, philosophe et homme d'État romain (° entre 4 av. J.-C. & 1 apr. J.-C.).

### IIIesiècle
- 238 :
  - Gordien Ier, empereur romain (° v. 158).
  - Gordien II, héritier de l'Empire romain (° v. 192).

### IVesiècle
- 352 : Jules Ier, 35e pape (° v. 280).

### XIIesiècle
- 1167 : Charles VII de Suède, roi de Suède (vers 1130).

### XVIesiècle
- 1520 : Jean de Durfort, seigneur de Duras, de Blanquefort et de Villandraut et de Rauzan, maire de Bordeaux en 1487 (° v. 1450).
- 1550 : Claude de Lorraine, duc de Guise (° 20 octobre 1496).

### XVIIIesiècle
- 1704 : Jacques-Bénigne Bossuet, évêque et écrivain français (° 27 septembre 1627).
- 1782 : Pietro Metastasio (Pietro Trapassi), poète italien (° 13 janvier 1698).
- 1795 : Jean-Gaspard de La Rosée, général bavarois (° 30 avril 1710).

### XIXesiècle
- 1814 : Charles Burney, historien britannique (° 7 avril 1726).
- 1817 : Charles Messier, astronome français (° 26 juin 1730).
- 1852 : Thadée Tyszkiewicz, général de brigade polonais (° 17 septembre 1774).
- 1863 : Gabriel Franchère, commerçant de fourrures, explorateur et écrivain canadien français (° 3 novembre 1786).
- 1878 : William Tweed dit "Boss Tweed", homme politique et criminel américain (° 3 avril 1823).
- 1898 : Elzéar-Alexandre Taschereau, cardinal canadien, archevêque de Québec (° 17 février 1820).
- 1900 : Paul Joseph Corta, peintre français (° 6 février 1837).

### XXesiècle
- 1902 : Alfred Cornu, physicien français (° 6 mars 1842).
- 1912 :
  - Clara Barton, enseignante et infirmière américaine (° 25 décembre 1821).
  - Ernest Duchesne, médecin français, précurseur de la thérapie sur les antibiotiques (° 30 mai 1874).
- 1917 : Francis von Bettinger, cardinal allemand, archevêque de Munich (° 17 septembre 1850).
- 1926 : Clotilde Cerdà i Bosch, connue sous le nom de scène d'Esmeralda Cervantes donné par Victor Hugo, enfant prodige et musicienne catalane, militante pour les droits des femmes (° 28 février 1861).
- 1927 : Léon Denis, philosophe spirite français (° 1er janvier 1846).
- 1936 : Madeleine Guitty, actrice française (° 5 juillet 1870).
- 1938 : Fédor Chaliapine, artiste lyrique russe (° 13 février 1873).
- 1945 : Franklin Delano Roosevelt, homme d’État américain, 32e président des États-Unis de 1933 à 1945 (° 30 janvier 1882).
- 1962 : Nils Hellsten, escrimeur suédois (° 19 février 1886).
- 1963 : Kazimierz Ajdukiewicz, philosophe polonais (° 12 décembre 1890).
- 1971 : Igor Tamm, physicien russe, prix Nobel de physique 1958 (° 8 juillet 1895).
- 1973 : Arthur Freed, producteur de cinéma et parolier américain (° 9 septembre 1894).
- 1975 :
  - Joséphine Baker, chanteuse française d'origine américaine (° 3 juin 1906).
  - Domingo Dominguín, matador espagnol (° 10 juin 1920).
- 1977 : Philip K. Wrigley (en), homme d’affaires et gestionnaire de baseball américain (° 5 décembre 1894).
- 1980 : William R. Tolbert, Jr., homme D’État libérien, président du Liberia de 1971 à 1980 (° 13 mai 1913).
- 1981 : Joe Louis, boxeur américain (° 13 mai 1914).
- 1983 :
  - Carl Morton, joueur de baseball américain (° 18 janvier 1944).
  - Pierre Richard-Willm, acteur français (° 3 novembre 1895).
- 1986 : Valentin Kataïev, écrivain soviétique (° 28 janvier 1897).
- 1988 : 
  - Colette Deréal, chanteuse et actrice française (° 22 septembre 1927).
  - Alan Paton, écrivain sud-africain (° 11 janvier 1903).
- 1989 :
  - Abbie Hoffman, anarchiste américain (° 30 novembre 1936).
  - Sugar Ray Robinson, boxeur américain (° 3 mai 1921).
- 1997 : George Wald, scientifique américain, prix Nobel de médecine 1967 (° 18 novembre 1906).
- 1998 : Robert Ford (en), poète et diplomate canadien (° 8 janvier 1915).
- 1999 : Boxcar Willie (Lecil Travis Martin dit), chanteur américain de musique country et bluegrass (° 1er septembre 1931).

### XXIesiècle
- 2001 :
  - Thomas Allix, explorateur français, en même temps que Vadim Schoffel et deux Afghans.
  - Harvey Ball, inventeur américain du Smiley (° 10 juillet 1921).
  - Mahmoud Tounsi, écrivain et peintre tunisien (° 13 décembre 1944).
- 2002 : Robert Chazal, critique de cinéma et journaliste français (° 3 septembre 1912).
- 2006 : Puggy Pearson, joueur professionnel américain de poker (° 29 janvier 1929).
- 2008 :
  - Patrick Hillery, homme politique irlandais (° 2 mai 1923).
  - Jerry Zucker, homme d'affaires israélo-américain (° 1949)
- 2009 : Marilyn Chambers, actrice pornographique américaine (° 22 avril 1952).
- 2010 : Michel Chartrand, syndicaliste et homme politique québécois (° 20 décembre 1916).
- 2013 :
  - Robert Byrne, grand maître et auteur de livre d'échec américain (° 20 avril 1928).
  - Antoine Veil, homme politique et haut fonctionnaire d’État français, mari de Simone Veil (° 28 août 1926).
- 2015 : Patrice Dominguez, joueur de tennis et journaliste français (° 12 janvier 1950).
- 2017 :
  - Michael Ballhaus, directeur de la photographie allemand (° 5 août 1935).
  - Marie-Thérèse de Chateauvieux (d'Armand de Chateauvieux dite), femme politique française et réunionnaise devenue centenaire(° 20 avril 1915).
  - Charlie Murphy, acteur, humoriste et écrivain américain (° 12 juillet 1959).
- 2019 : Alvis Forrest Gregg, joueur et instructeur américain de football américain (° 18 octobre 1933).
- 2020 :
  - Maurice Barrier, acteur et chanteur français (° 8 juin 1932).
  - Louis van Dijk (en), pianiste hollandais (° 27 novembre 1941).
  - Stirling Moss, pilote automobile britannique (° 17 septembre 1929).
  - Doug Sanders (George Douglas Sanders dit), golfeur américain (° 24 juillet 1933).
- 2021 : Angèle Jacq, autrice bretonne et brittophone de romans historiques, lauréate du collier de l'Ordre de l'Hermine de l'Institut culturel de Bretagne, militante autonomiste et pour les langues bretonnes et les autres langues (de France) minorisées et en danger (° 1937).

## Célébrations

### Internationales
- Global Day of Action on Military Spending (en) / journée mondiale d'action sur les dépenses militaires[4].
- Nuit de Youri ou Yuri's night célébrant le premier vol spatial habité par Youri Gagarine en 1961 ci-avant et le premier vol d'une navette spatiale américaine Columbia en 1981 ci-dessus aussi.

### Nationales
- États-Unis :
  - national licorice day[5] ou journée nationale de la réglisse ;
  - en Caroline du Nord, Halifax Day (en) commémorant les résolutions d'Halifax et la première colonie britannique à voter pour l'indépendance vis-à-vis du royaume de Grande-Bretagne.
- Russie, après l'ex-URSS : journée de la cosmonautique, des cosmonautes ou astronautique commémorant le premier vol spatial habité par Youri Gagarine en 1961.

### Religieuses
Premier jour des Cerealia, fêtes religieuses romaines antiques célébrées en l'honneur de Cérès (la Déméter des anciens Grecs) à laquelle on offrait le sacrifice d'une truie suivi de jeux.

#### Saints des Églises chrétiennes

##### Saints des Églises catholiques et orthodoxes
Référencés ci-après in fine, :
- Artémon de Césarée († IVe siècle), martyr.
- Basile de Parion († 735), évêque de Parion dans l’Hellespont (actuel détroit des Dardanelles).
- Constantin de Gap († 456), 4e évêque de Gap.
- Damien de Pavie (it) († 710), 18e évêque de Pavie.
- Erkembode († 714), 5e évêque de Thérouanne.
- Florentin d'Arles († 553), 1er abbé du monastère des Saints-Apôtres d'Arles.
- Jules Ier († 352), 35e pape de 337 à 352 qui combattit l'arianisme.
- Sabas le Goth († 372), martyr en Cappadoce sous Athanaric.
- Victor de Braga († 300), catéchumène martyr à Braga.
- Vissia de Fermo (it) († 250), vierge et martyre à Fermo.
- Zénon de Vérone († 380), 8e évêque de Vérone et saint patron de cette ville.

##### Saints et bienheureux des Églises catholiques
Référencés ci-après in fine :
- Alfier Pappacarbone († 1050), fondateur de l'abbaye de la Sainte Trinité de Cava.
- David Uribe Velasco (es) († 1927), prêtre mexicain martyr sous le régime de Plutarco Elías Calles.
- Joseph Moscati († 1927), Laïc italien médecin.
- Laurent de Lisbonne († XIVe siècle), bienheureux religieux hiéronymite portugais.
- Mechtilde de Lappion († 1200), bienheureuse ermite.
- Thérèse des Andes († 1920), religieuse carmélite mystique chilienne, patronne du Chili.

### Prénoms du jour
Bonne fête aux Jules (quatre jours après les 8 avril des Julie et leurs variantes).
Et aussi aux :
- Florentin et ses variantes : Fiorentino, Florentino ; et formes féminines : Fiorentina, Florentina, Florentine (voir Florence les 1er décembre, Flora les 24 novembre etc.).
- Aux Zénon et ses variantes : Zena, Zenina, Zenio, Zeno, Zenone, Zino, Zinon, etc.

## Traditions et superstitions

### Dictons
- « À la saint-Jules, mauvais temps n'est pas installé pour longtemps. »[8]
- « À saint-Jules, les sansonnets tiennent ménage dans les clochers. »[9]

### Astrologie
- Signe du zodiaque : 23e jour du signe astrologique du Bélier.

## Toponymie
Les noms de plusieurs voies, places, sites ou édifices de pays ou de régions francophones contiennent cette date sous diverses graphies : voir Douze-Avril .